# Jobbágytelek
A jobbágytelek a földesúrnak alávetett paraszt földje, mely a paraszt önálló gazdaságának és egyben függőségének is alapja.
Az adóalap fentartása érdekében  az 1723:18. törvénycikk — ennek megfelelően később a királyi rendeletek egész sora kimondotta, hogy "a jobbágytelek akár a
rendes határban, akár a szomszéd vagy bekebelezett pusztákon feküdt, vagy a földesúr majorsági földeiből hasittatott ki,
úrbéres természetét el ne veszítse többé."  A puszta telek is úrbéres föld maradt, akárhogy is értékesítette a földesúr. Ez intézkedés lényegileg határt szabott a jobbágyság földtől való megfosztásának, amely például Angliában igen elterjedt volt. 
A jobbágysággal együtt létezett a 13-14. századtól a 19. századig. Magyarországon 1848-ban szűnt meg, amikor a jobbágytelket az azon gazdálkodó paraszt tulajdonába adták. (A középkori állapotokat már 1767-ben Mária Terézia királynő is megpróbálta rendezni úrbéri rendeletével).
A jobbágytelek három részből állt:
- a belső telekből, mely körülbelül 1 hold területű volt. Ezen volt a jobbágy háza, a ház udvara, esetleg kertek, és gazdasági épületek. Ez a jobbágy tulajdonában volt, szabadon adhatta-vehette.
- a külső telekből, mely 25-30 holdas volt átlagosan. Ez a település határában elhelyezkedő művelhető részen volt. Szántók, rétek, kisebb gazdasági épületek. Ezeket a kezdeti időszakban, meghatározott időközönként újraosztották a jobbágyok között. A külsőség a földesúr tulajdona volt, a jobbágyok csak használatra kapták. A használatért cserébe terményhányad, pénzadó, illetve robot illethette meg a földesurat.
- közhasználatú dolgokban való részesedésből. Ilyen lehetett az erdő, a legelő, a folyó, esetleg a halastó.